# 게랄트 글라츠마이어
게랄트 글라츠마이어(Gerald Glatzmayer, 1968년 ~ 2001년)는 오스트리아의 전 축구 미드필더였다. 1990년 이탈리아 월드컵에 참가하였다.
빈에서 태어났으며, 17살 때부터 활동하기 시작했다. 2001년 교통사고로 사망하였다.